# Друга карлістська війна
Друга карлістська війна — громадянська війна в Іспанії в 1846—1849 роках.
Унаслідок скасування королем Фернандо VII салічного права в Іспанії в 1830 році за три роки, в 1833, на престол зійшла його дочка — Ізабелла II. Проти цього виступив брат покійного короля — інфант Карлос Марія Ісідро. Він розпочав війну, відому як перша карлістська війна, що закінчилася поразкою його прихильників, карлістів, у 1840 році.
Згодом Карлос пропонував одружити юну королеву зі своїм сином Карлосом Луїсом. Проте королева одружилася з іншим кандидатом — своїм двоюрідним братом Франсіско де Асісом Бурбоном.
Після цього у вересні 1846 року на півночі Іспанії, переважно в Каталонії, почалися повстання, які мали характер народних. Спочатку спротивом урядовим військам керував священник Беніто Трістані, який у лютому 1847 року був схоплений та розстріляний військами генерала Мануеля Павії. Після нього керівництво повстанням перебрав Рамон Кабрера. Він командував військами карлістів в Іспанії протягом трьох років. Згодом повстання поширилося на Галісію.
На період другої карлістської війни також припав період революцій 1848—1849 років у Європі, які також зачепили Іспанію.
У 1849 році повстання було придушене. Сили генерала Рамона де Нарваеса контратакували в Галісії, а генерал-капітан Каталонії Фернандо Фернандес де Кордова придушив ізольовані повстанські осередки у своєму регіоні. Бойові дії були завершені в травні 1849 року.
У війні загинуло від 3 до 10 тисяч осіб.